# Hans-Joachim Rauer
Hans-Joachim Rauer (* 15. März 1932 in Waldau bei Liegnitz, Schlesien) ist ein deutscher lutherischer Theologe.

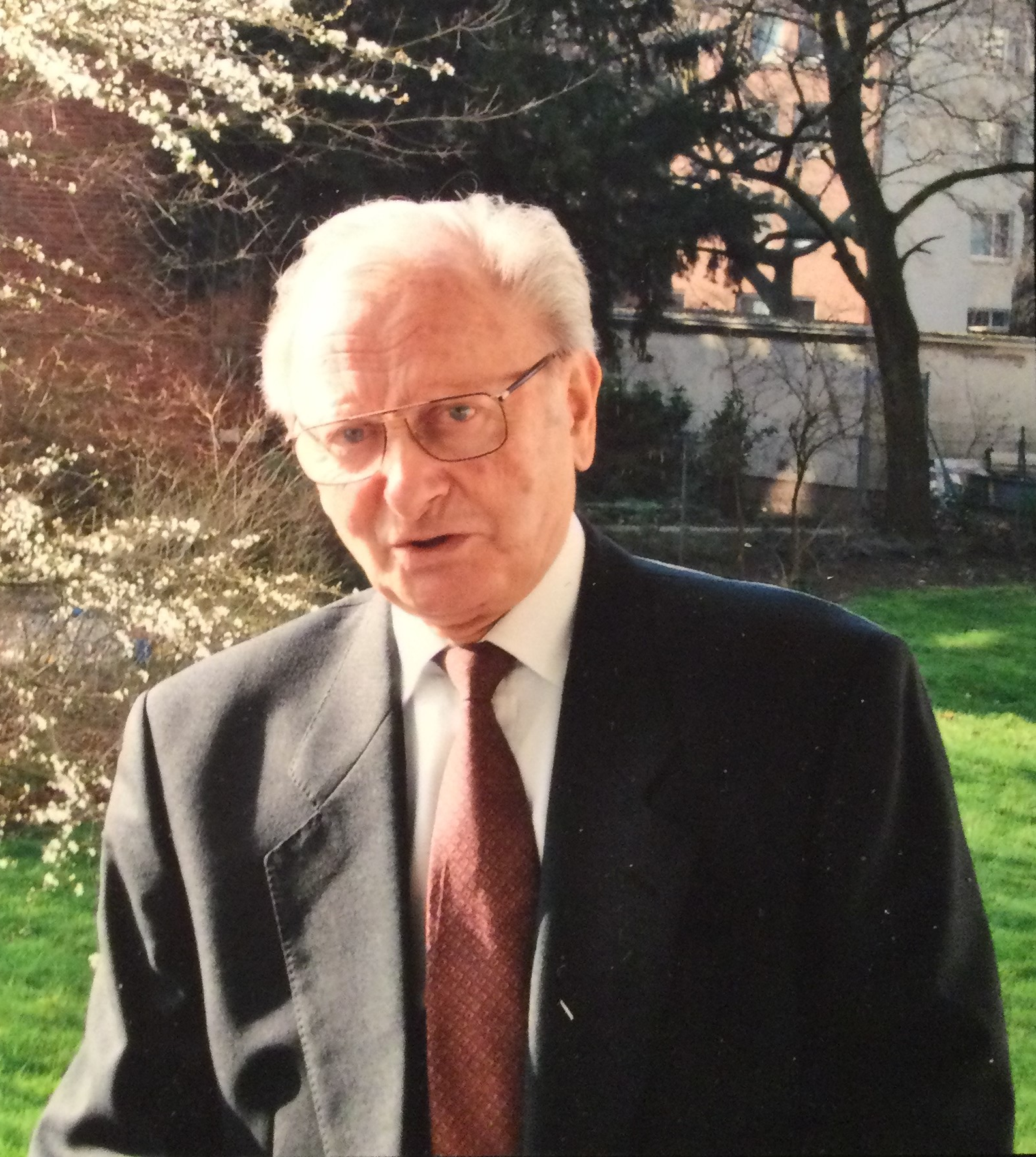
Hans-Joachim Rauer

Von 1980 bis 1994 war er als Oberlandeskirchenrat Personaldezernent im Landeskirchenamt Hannover (Evangelisch-lutherische Landeskirche Hannovers).

## Werdegang
Rauer wuchs in Landeshut, Schlesien auf. Nach der Vertreibung (1946) schloss er 1952 das Johanneum Lüneburg mit dem Abitur ab. Von 1952 bis 1957 studierte er Theologie in Bethel, Tübingen und Göttingen. 1957 war er Vikar beim Superintendenten des Kirchenkreises Herzberg/Harz. Daran schloss sich 1958–1960 die Ausbildung im Predigerseminar des Klosters Loccum an. Nach verschiedenen Stationen als Pastor (Jacobidrebber (1960–1965), St. Sylvester,  Quakenbrück (1965–1971)) und Superintendent (Buer und Melle (1971–1977)) wurde er 1977 zum Oberlandeskirchenrat im Landeskirchenamt Hannover berufen. Hier übernahm er 1980 die Leitung des Personaldezernats, die er bis zu seiner Pensionierung 1994 innehatte. Er war über Jahre hin in Leitungsgremien diakonischer Einrichtungen tätig.
Seine im Ruhestand verfassten Erinnerungen reflektieren seinen Werdegang im Kontext kirchlicher und gesellschaftlicher Veränderung. Zudem widmete er, selbst Vertriebener aus dem früheren Schlesien, sich der Geschichte der Vertriebenen in der Hannoverschen Landeskirche und der Versöhnung mit den jetzigen Bewohnern seiner Heimatstadt Landeshut, dem heutigen Kamienna Góra.
Rauer ist seit 1960 verheiratet mit Gerda, geb. Meier. Die Eheleute haben vier Kinder.

## Mitgliedschaften
- 1980–1991 Synode der EKD[10]
- 1970–1977 Landessynode der Evangelisch-lutherischen Landeskirche Hannover
- 1973–1979 Generalsynode der Vereinigten Evangelisch-Lutherischen Kirche Deutschlands (VELKD)

## Schriften
- Abbrüche, Umbrüche, Aufbrüche. Erinnerungen an einen Berufsweg. BoD, Hannover 2004. ISBN 3-8334-1669-6.
- Hospes im Predigerseminar des Klosters Loccum 1958–1960. In: Jahrbuch für niedersächsische Kirchengeschichte, Hannover 2004, S. 345–360.
- mit Karl-Heinz Wehner (Hrsg.): Erinnerung und Versöhnung : Dokumentation zur Errichtung des Gedenksteines auf dem früheren evangelischen Friedhof in Landeshut (Schlesien), jetzt Kanienna Góra im Jahr 2004. Wolfenbüttel 2006 [Arbeitskreis Landeshut, Schriften Bd. 1].
- Kirchendienst und Theologie. Kritische und selbstkritische Bemerkungen im Rückblick. In: Kirche in reformatorischer Verantwortung. Festschrift für Horst Hirschler. Göttingen 2008, S. 105–121.
- Die Geschichte der Gnadenkirche von 1700–1900. In: Geschichte der ev. Gnadenkirche in Landeshut/Schlesien. Festschrift zum 300jährigen Jubiläum der Grundsteinlegung. Wolfenbüttel 2009, S. 21–61 (Arbeitskreis Landeshut Schriften Bd. 5).
- mit Ernst Kampermann, Hans Otte (Hrsg.): Unter Fremden? Flüchtlinge und Vertriebene in der hannoverschen Landeskirche nach dem Zweiten Weltkrieg. Lutherisches Verlagshaus, Hannover 2011. ISBN 978-3-7859-1060-3.